# Fort Chipewyan
Fort Chipewyan è un hamlet, ovvero un comune del Canada, situato nella regione settentrionale dell'Alberta. Amministrativamente dipende dalla municipalità di Wood Buffalo

## Storia

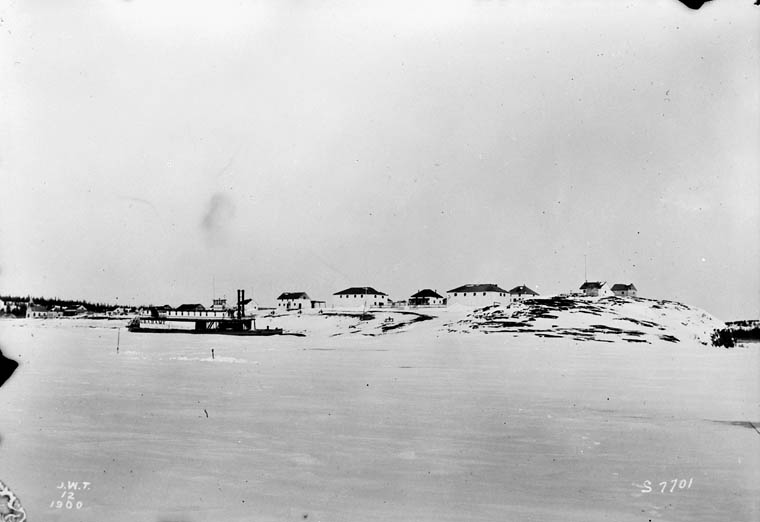
Fort Chipewyan nel 1900 e la SS Grahame

Fort Chipewyan è uno dei più antichi insediamenti di europei nella Provincia di Alberta. Esso fu fondato come centro di commercio da Peter Pond della Compagnia del Nord-Ovest nel 1788. Il forte fu così denominato dal nome del popolo dei Chipewyan che viveva nella zona.
Uno dei fondatori del forte, Roderick Mackenzie of Terrebonne, che aveva sempre avuto un gusto per la letteratura, iniziò la corrispondenza con i mercanti al nord e all'ovest, chiedendo descrizioni di scenari, avventure, folklore e storia.
Egli aveva anche l'intenzione di creare una biblioteca al forte, che sarebbe dovuta servire non solo ai residenti di Fort Chipewyan, ma anche ai mercanti e agli impiegati di tutta la regione del lago Athabasca, cosicché essa venne chiamata "la piccola Atene delle regioni artiche".
Questa biblioteca, fondata nel 1790, era composta da 2000 libri, e divenne una delle più famose nell'intera zona della Terra di Rupert.